# Майпо (річка)
Майпо (ісп. Río Maipo, від арауканського maipun — «орати») — річка в Столичному регіоні Чилі. Площа водозбірного басейну становить 15 304 км2. Довжина річки 250 км.

## Опис
Річка починається на схилі вулкана Майпо поблизу чилійсько-аргентинського кордону на висоті 4560 м, тече на захід у широтному напрямку. Впадає в Тихий океан біля міста Санто-Домінго.
Схили долини річки складені вулканічними породами та гранітами й андезитами палеозойського та мезозойського часу. Верхів'я, до впадання Ріо-Колорадо, пролягають у лавових відкладах. Дно долини в цих місцях, а також долин приток Мапочо, Коліна та Ангостура непроникні для ґрунтових вод, тому річки живляться виключно поверхневим стоком. У долинах Волькана і Єсо лежить водоносний горизонт Сантьяго, що містить 10 000 млн м3 води і живить ці притоки.
Майпо є основним джерелом води для Столичного регіону. Долина річки щільно заселена, найбільшими містами на річці є Меліпілья, Буїн, Пайне. На притоці Мапочо стоїть столиця Чилі Сантьяго.

## Притоки
Основними притоками Майпо є: Ньянко (пр), Мулас (лв), Кінканке (лв), Ель-Саусе (лв), Попета (лв), Кармен-Альто (лв), Пуанге (пр), Мапочо (пр), Ангостура (пр), Кларільйо (лв), Ріо-Колорадо (пр), Сан-Хосе (пр), Коянко (лв), Єсо (пр), Волькан (пр), Кларо (лв), Дьябло (пр).